# جائزة دينين الكبرى 2021
جائزة دينين الكبرى 2021 (بالفرنسية: Grand Prix de Denain 2021)‏ هو سباق دراجات هوائية من فئة سباق يوم واحد، وسباق، وهو الموسم رقم 62 من جائزة دينين الكبرى، وسباق دراجات، وأقيم في 21 سبتمبر 2021، وامتدّ لمسافة 200.9 كيلومتر، وهو أحد سباقات سلسلة سباقات الاتحاد الدولي للدراجات للمحترفين 2021.
فاز بالمركز الأول جاسبر فيليبسين، وبالمركز الثاني Jordi Meeus ‏، وبالمركز الثالث بن سويفت.

## الفرق
| فرق عالمية (8)- Ineos Grenadiers - AG2R Citroën Team - Bora-Hansgrohe - Cofidis - EF Education-Nippo - Groupama-FDJ - Intermarché-Wanty-Gobert Matériaux - Israel Start-Up Nation فرق برو (9)- Alpecin-Fenix - Arkéa-Samsic - 2021 بي آند بي هوتيلز ‏ - بنجوال دبليو بي 2021 ‏ - ديلكو 2021 ‏ - Rally Cycling - سبورت فلاندرين بالويس 2021 ‏ - TotalEnergies - أونو اكس برو سايكلنج تيم 2021 ‏ فرق قارية (2)- Van Rysel–Roubaix ‏ - إس تي ميشيل-أوبير 93 2021 ‏ |  |
| |  |

## التصنيف العام النهائي
| التصنيف العام         | التصنيف العام     | التصنيف العام   | التصنيف العام                      | التصنيف العام     |
| العداء                | العداء            | البلد           | الفريق                             | الوقت             |
| --------------------- | ----------------- | --------------- | ---------------------------------- | ----------------- |
| 1                     | جاسبر فيليبسين    | بلجيكا          | Alpecin-Fenix                      | 4 س 40 دقيقة 44 ث |
| 2                     | Jordi Meeus ‏      | بلجيكا          | بورا هانسغروه                      | + 0 ث             |
| 3                     | بن سويفت          | المملكة المتحدة | Ineos Grenadiers                   | + 0 ث             |
| 4                     | هوغو هوفستيتر     | فرنسا           | Israel Start-Up Nation             | + 0 ث             |
| 5                     | توم فان أسبروك    | بلجيكا          | Israel Start-Up Nation             | + 0 ث             |
| 6                     | ارنو ديمار        | فرنسا           | Groupama-FDJ                       | + 0 ث             |
| 7                     | Kenneth Van Rooy ‏ | بلجيكا          | Sport Vlaanderen-Baloise           | + 0 ث             |
| 8                     | بابتيست بلانكايرت | بلجيكا          | Intermarché-Wanty-Gobert Matériaux | + 0 ث             |
| 9                     | بيت اليجارت       | بلجيكا          | Cofidis                            | + 0 ث             |
| 10                    | ينس ديبوشار       | بلجيكا          | B&B Hotels p/b KTM                 | + 0 ث             |
| مصدر: ProCyclingStats |                   |                 |                                    |                   |

## وصلات خارجية
- الموقع الرسمي
- لمحة عن سباق جائزة دينين الكبرى 2021 على موقع  ProCyclingStats   (برو  سايكلنج  ستاتس) - إحصاءات  محترفي  الدراجات.
- جائزة دينين الكبرى 2021 على موقع إحصائيات الدراجات الإحترافية (الإنجليزية)